# Диудис, Сократис
Сократис Диудис (греч. Σωκράτης Διούδης; 3 февраля 1993, Салоники, Греция) — греческий футболист, вратарь клуба «Панатинаикос» и национальной сборной Греции.

## Клубная карьера
Диудис — воспитанник клуба «Арис» из своего родного города. 2 сентября 2012 года в матче против ОФИ он дебютировал в греческой Суперлиге. В своём втором сезоне Сократис завоевал место основного вратаря и отыграл весь чемпионат без замен. Летом 2014 года Дуидис перешёл в бельгийский «Брюгге». Из-за высокой конкуренции он не смог дебютировать за команду, но в её составе стал обладателем Кубка Бельгии.
Летом 2015 года для получения игровой практики Сократис на правах аренды вернулся на родину в «Паниониос». 28 ноября в матче против «ПАС Янина» он дебютировал за новую команду.
По окончании аренды Диудис вернулся в «Брюгге». Летом 2016 года так и не выиграв конкуренцию, он вернулся в «Арис». Летом 2017 года Сократис присоединился к «Панатинаикосу». Сумма трансфера составила 150 тыс. евро. В поединке Кубка Греции против «Ларисы» он дебютировал за основной состав.

## Международная карьера
В 2012 году Диудис стал серебряным призёром юношеского чемпионата Европы в Эстонии. На турнире он сыграл в матчах против команд Англии и Испании.
В 2013 году в составе молодёжной сборной Греции Сократис принял участие в молодёжном чемпионате мира в Турции. На турнире он был запасным и на поле не вышел.

## Достижения
Командные
 «Брюгге»
- Обладатель Кубка Бельгии — 2014/2015

Международные
 Греция (до 19)
- Юношеский чемпионат Европы — 2012 — 2-е место